# Mainxe-Gondeville
Mainxe-Gondeville ist eine französische Gemeinde mit 1.184 Einwohnern (Stand 1. Januar 2022) im Département Charente in der Region Nouvelle-Aquitaine. Sie gehört zum Kanton Jarnac und zum Arrondissement Cognac.
Sie entstand mit Wirkung vom 1. Januar 2019 als Commune nouvelle durch Zusammenlegung der der bisherigen Gemeinden Mainxe und Gondeville. Die ehemaligen Gemeinden haben in der neuen Gemeinde den Status einer Commune déléguée. Der Verwaltungssitz befindet sich im Ort Gondeville.

## Gliederung
| Ortsteil                     | ehemaliger INSEE-Code | Fläche (km²) | Einwohnerzahl zum 1. Januar 2022 |
| ---------------------------- | --------------------- | ------------ | -------------------------------- |
| Gondeville (Verwaltungssitz) | 16153                 | 05,46        | 508                              |
| Mainxe                       | 16202                 | 10,10        | 676                              |

## Lage
Nachbargemeinden sind Jarnac im Norden, Triac-Lautrait im Nordosten, Saint-Même-les-Carrières im Osten, Segonzac im Süden und Bourg-Charente im Westen.

## Infrastruktur
Im Bereich von Gondeville befindet sich der Bahnhof Jarnac an der Eisenbahnlinie von Angoulême nach Saintes.

## Sehenswürdigkeiten
- Kirche Saint-Maurice in Mainxe
- Turm von Mainxe
- Kirche Notre-Dame in Gondeville

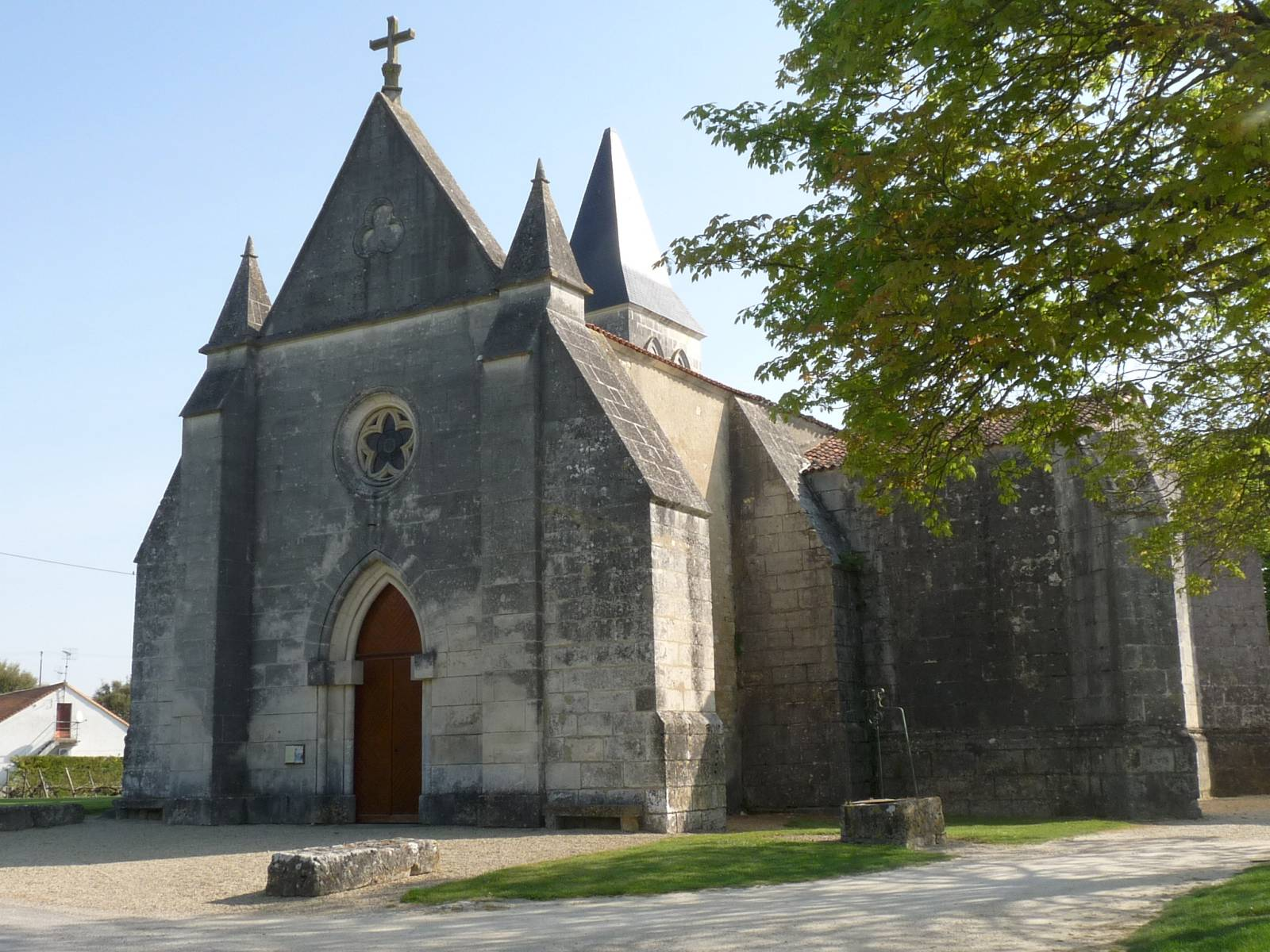
Kirche Saint-Maurice
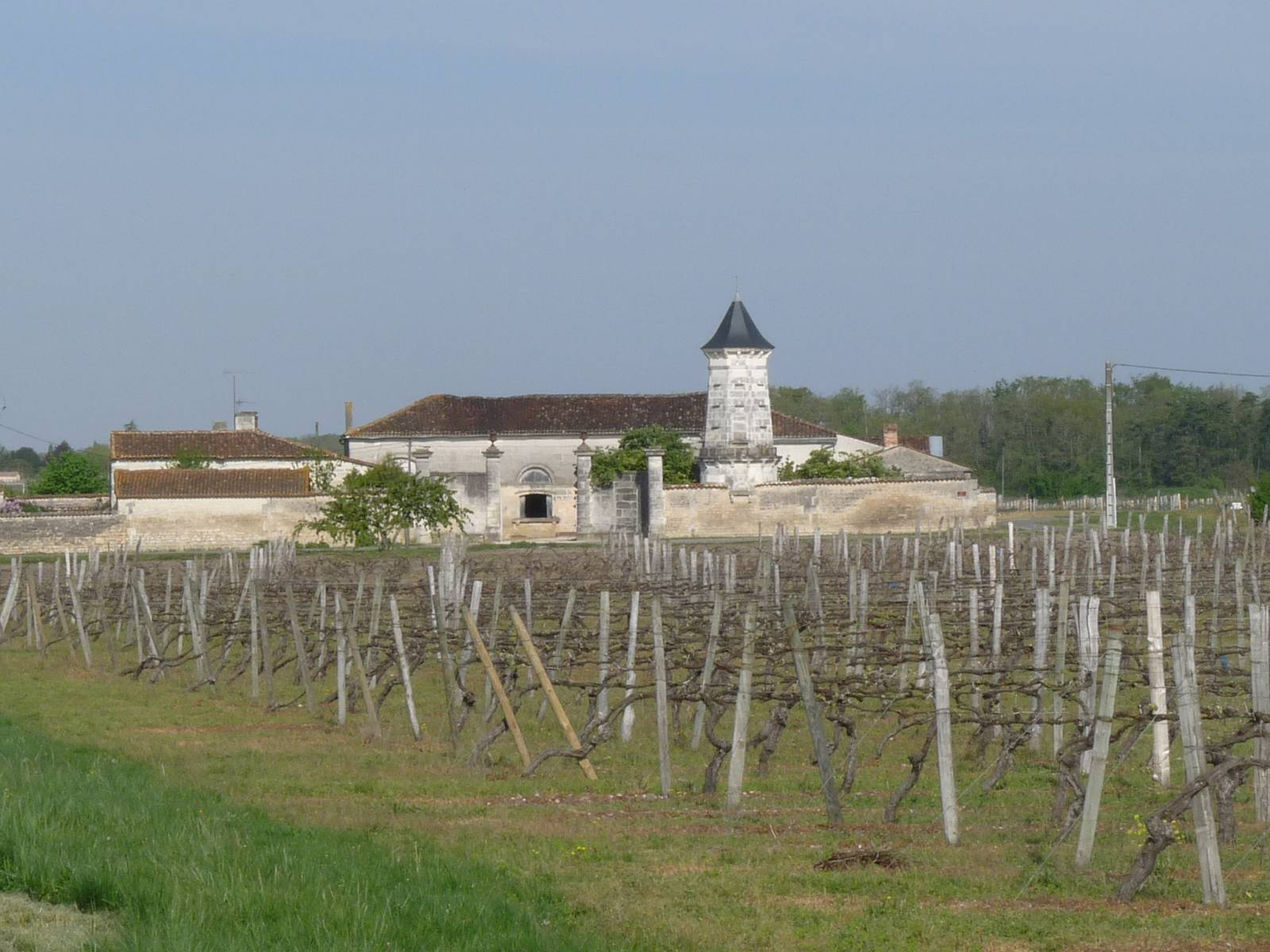
Turm von Mainxe
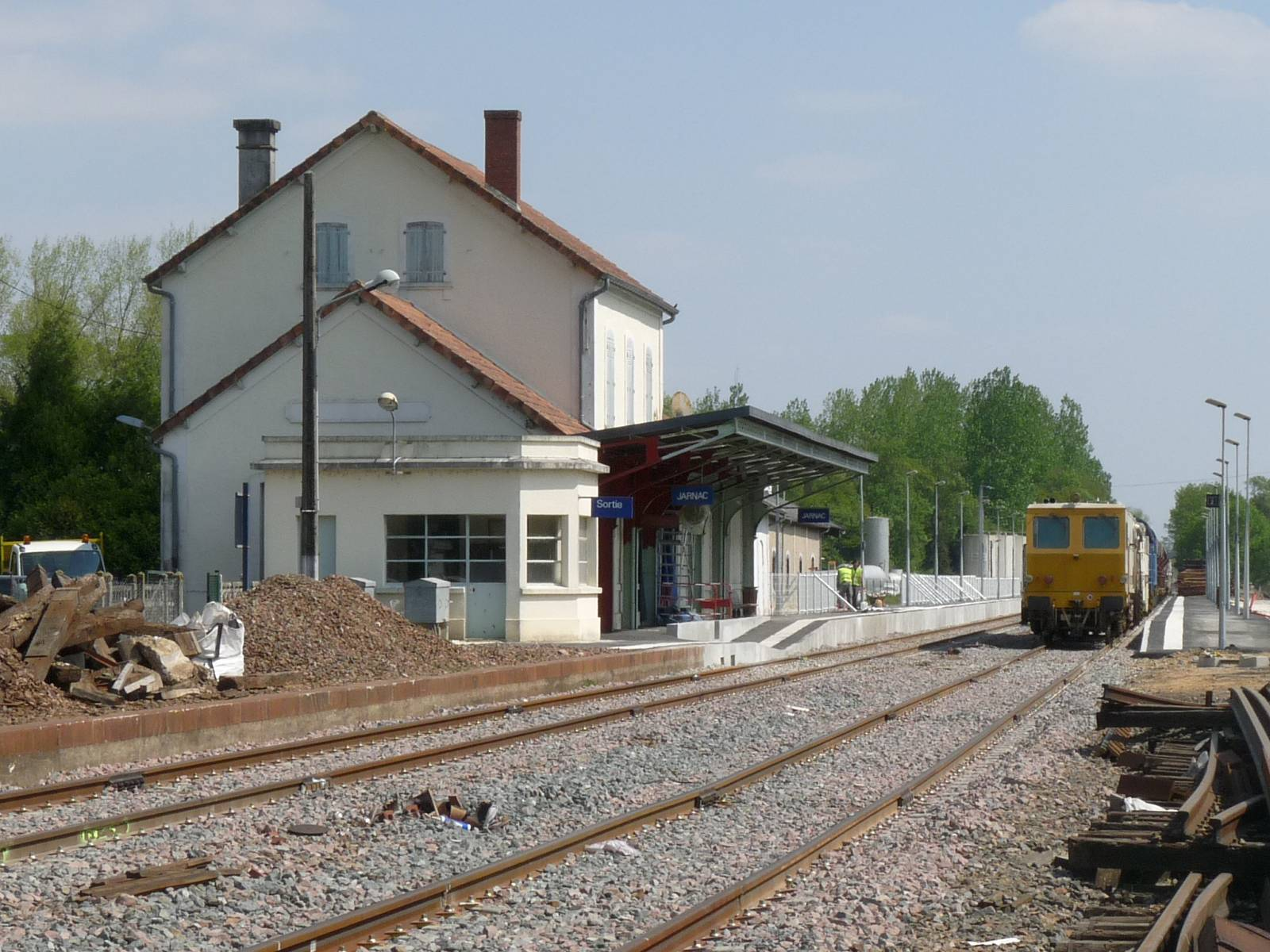
Bahnhof Jarnac mit einem Güterzug
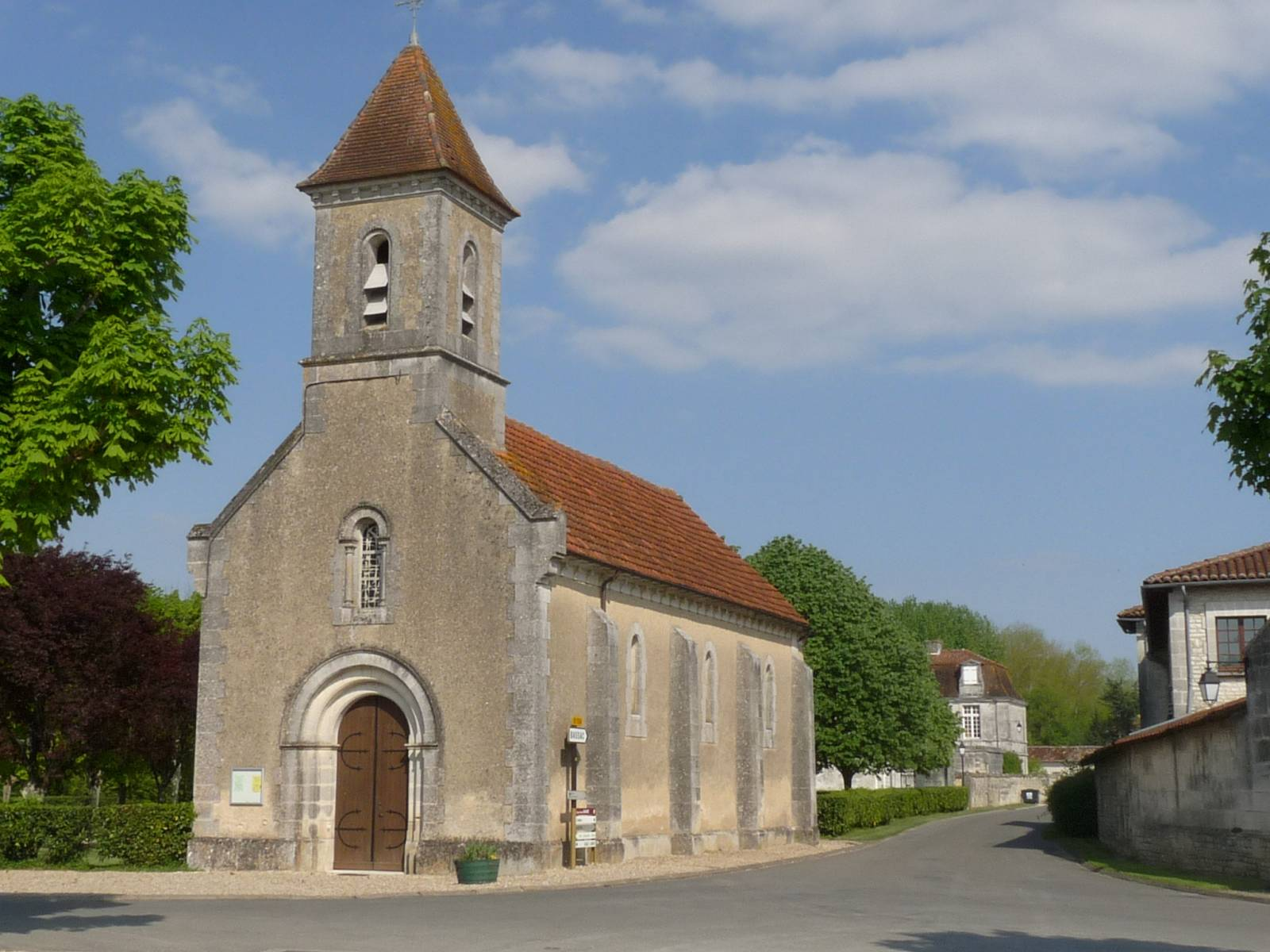
Kirche Notre-Dame